# Romuald al II-lea de Benevento

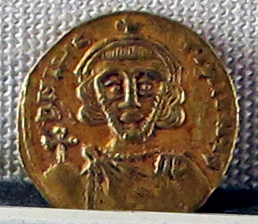
Romuald al II-lea de Benevento

Romuald al II-lea "cel Tânăr" (d. 732) a fost duce longobard de Benevento de la 706 până la moarte.
Romuald al fost fiul ducelui Gisulf I de Benevento cu Winiperga. El a succedat pe tronul ducatului tatălui său, a cărui moarte este datată diferit, 698, 706 sau 707. Potrivit cronicii lui Paul Diaconul, Gisulf ar fi domnit vreme de 17 ani, ceea ce înseamnă că moartea s-a petrecut în 698, însă același cronicar consemnează fapte ale aceluiași personaj care au avut loc cu certitudine în jur de 705. Tot Paul acordă lui Romuald o domnie de 26 de ani, fapt care conducce la plasarea decesului său fie 724, fie în 731 sau 732.
Pe parcursul îndelungatei sale domnii, Romuald s-a aflat în conflict atât cu ducele de Spoleto (Faroald al II-lea?) cât și cu ducele de Neapole. Disputa cu acesta din urmă l-a adus în fața unui conflict și cu papalitatea. El a cucerit castelul din Cumae de la ducele Ioan I de Neapole în 716 și nu a dat curs rugăminților papei Grigore al II-lea, care se oferise să îi acorde compensații pentru această achiziție teritorială. În 717, același papă a sponsorizat o expediție a lui Ioan I, care s-a încheiat cu înfrângerea trupelor gastaldului longobard și alungarea acestora din Cumae.
Romuald a fost căsătorit în două rânduri: prima dată cu Guntberga (sau Gumperga), fiica sorei regelui Liutprand, Aurona, iar a doua oară cu Ranigunda, fiica ducelui Gaiduald de Brescia. El a fost succedat de fiul său avut cu prima soție, Gisulf al II-lea, însă acesta, încă minor, a fost înlăturat de la putere de către uzurpatorul Adelais, deși viața i-a fost cruțată.